# Spoedwet wegverbreding
De Spoedwet wegverbreding is sinds 2003 in Nederland van kracht.
De spoedwet was een voorstel van minister Roelf de Boer van Verkeer en Waterstaat om een groot aantal knelpunten in het wegennet versneld en vereenvoudigd aan te pakken. De knelpunten zullen met name door de aanleg van spitsstroken worden ontlast.
In vergelijking met de Tracéwet, die normaal moet worden gevolgd voor wegverbredingsprojecten, worden de procedures om wegen aan te passen aanmerkelijk vereenvoudigd en bekort. Dit gebeurt met name door:
- het terugbrengen van het aantal fasen in de besluitvorming;
- wegverbreding in de vorm van spitsstrook is niet MER-plichtig. Sinds de uitspraak van de Afdeling bestuursrechtspraak van de Raad van State inzake het project 'Eindhoven - 's-Hertogenbosch' (15 september 2004) is het noodzakelijk om ook bij de spoedwetprojecten een MER uit te voeren;
- het stellen van korte termijnen voor overheid, burger en rechter;
- een strakke coördinatie tussen het wegaanpassingsbesluit en de uitvoeringsbesluiten (bijvoorbeeld vergunningen en ontheffingen). Deze besluiten worden gezamenlijk met andere overheden voorbereid;
- het toetsen van zowel de beroepen tegen het wegaanpassingsbesluit als de uitvoeringsbesluiten door de Afdeling bestuursrechtspraak van de Raad van State in één zitting.

Hiermee wordt een winst van ruim twee jaar bereikt ten opzichte van de normale procedure.

## Praktijk en aanpassing van de wet
In de praktijk stuitte de wet op juridische procedures. Minister Eurlings stelde in 2008 voor om de spoedwet aan te passen zodat de juridische bezwaren verleden tijd zouden gaan worden. De Raad van State adviseerde positief over de voorgestelde wijziging binnen de Spoedwet. Hierop besloot de minister om eveneens de Tracéwet te wijzigen, zonder hierover advies in te winnen bij de RvS. In november 2008 weigerde Eurlings om aanvullend advies in te winnen van de Raad van State over de aangepaste wet. Dit wetsvoorstel (de wet Besluitvorming Versnelling Wegprojecten, omvat dus naast wijziging van de Spoedwet ook wijziging van de Tracéwet) is aangenomen in januari 2009.